# Martin Macko
Martin Macko (17. června 1920 – 18. června 1977) byl československý fotbalový rozhodčí.
V československé lize působil v letech 1951-1963. Řídil celkem 56 ligových utkání. Jako mezinárodní rozhodčí řídil v letech 1955-1958 pět mezistátních utkání, včetně jednoho utkání Mistrovství světa ve fotbale 1958. V evropských pohárech řídil v Poháru mistrů evropských zemi v roce 1959 1 utkání.